# Kingsajz

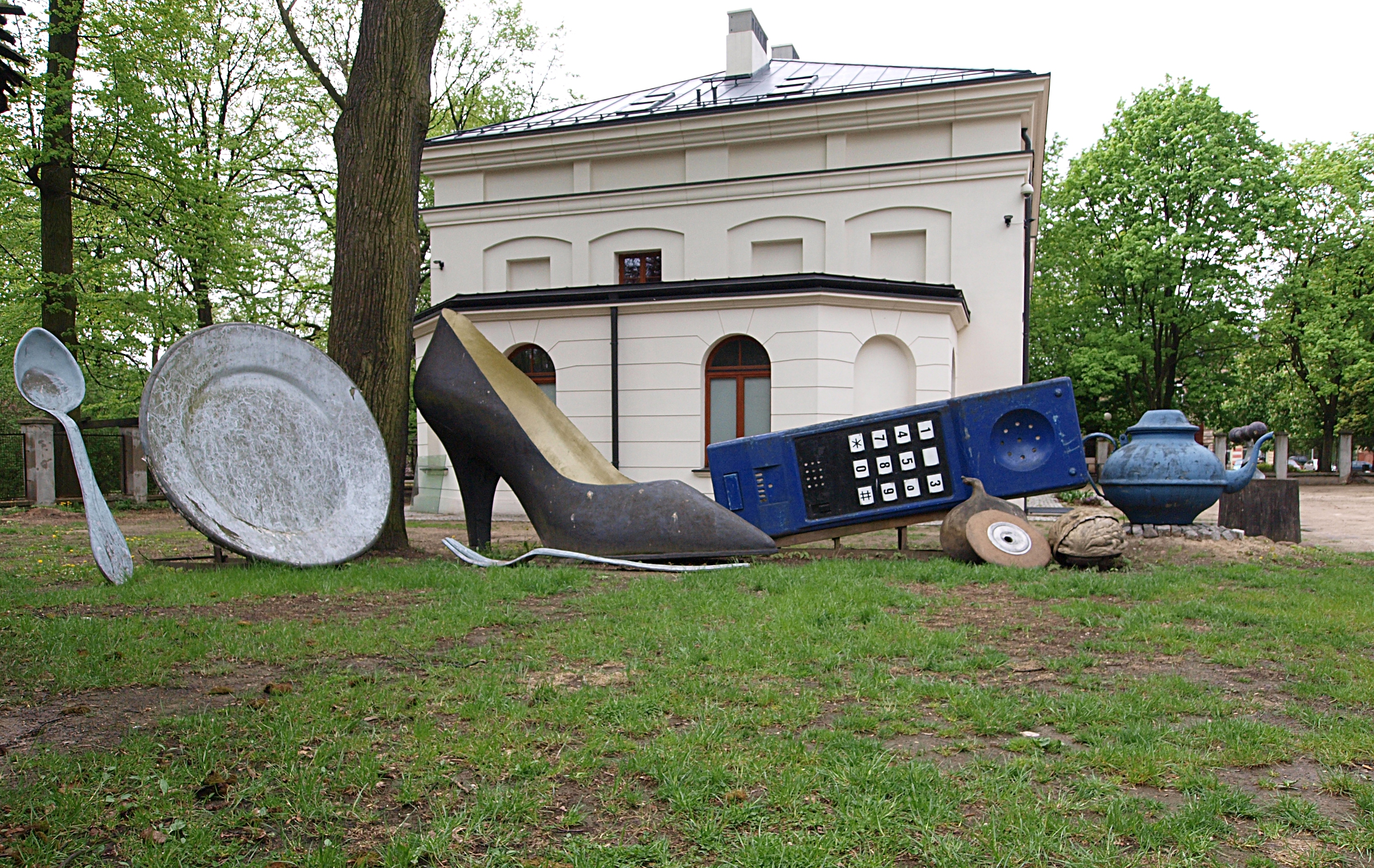
Něktéré rekvizity použité ve filmu (Muzeum Kinematografie v Łodži)

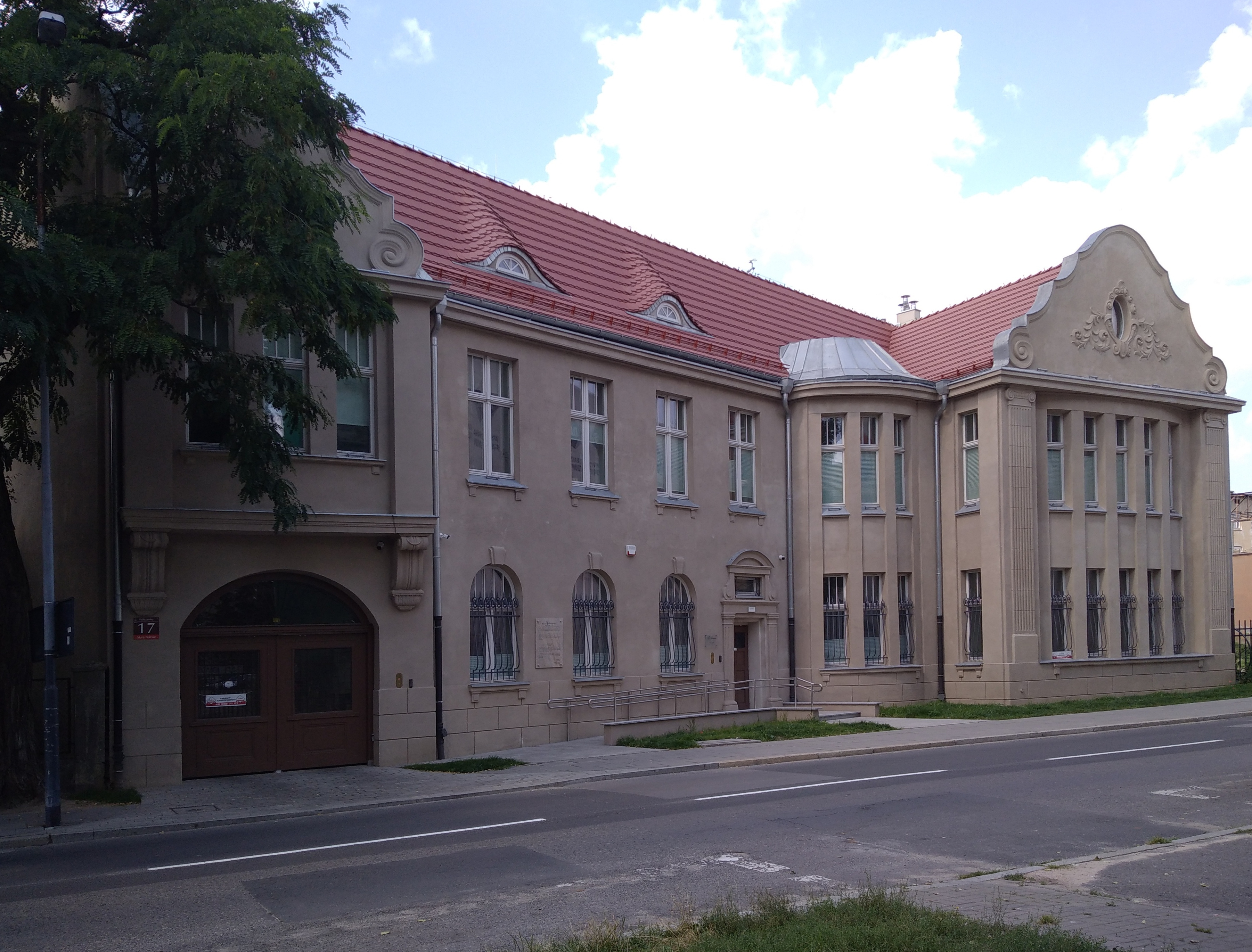
Budova ve které byla umístěna filmová Šuflandie a Institut výzkumu čtvrthor, ulice Wólczańská 17 v Łodži

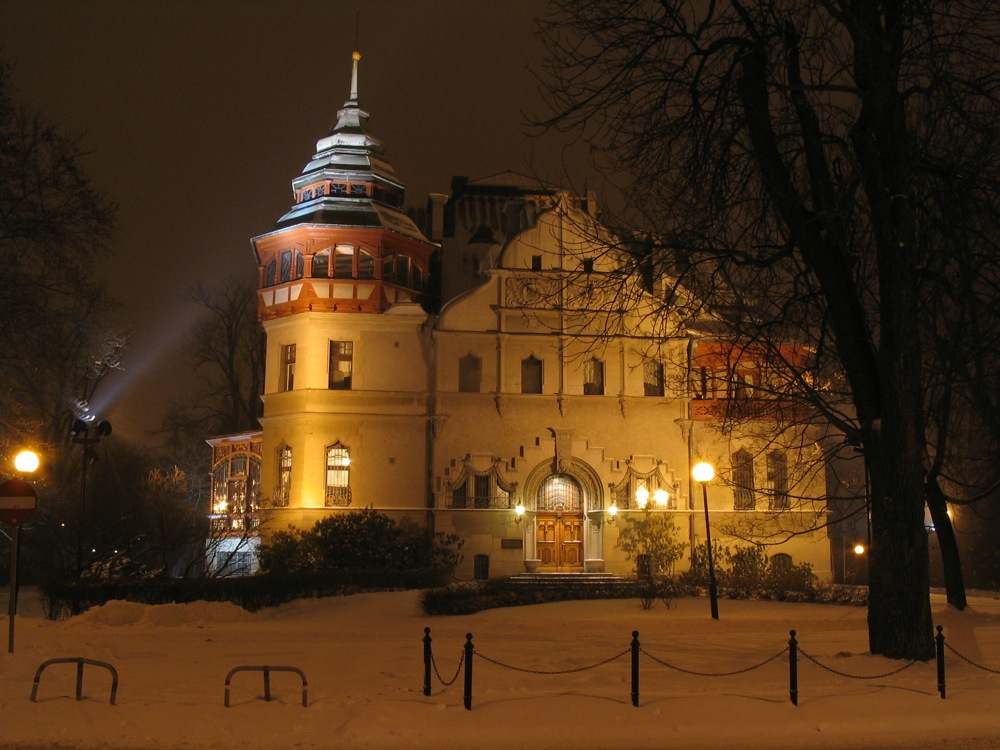
Vila Reinholda Richtera, rektorát Łódžké polytechniky posloužil jako redakce „Lučního koníka”

Kingsajz je polská fantasy komedie z roku 1987, režírována Juliem Machulským.
Název filmu Kingsajz, je odvozen od elixíru, který dává trpaslíkům rozměry obyčejného člověka, neboli z jejich pohledu „královský rozměr”.
Filmová Šuflandie byla umístěn ve vile Edwarda Hetschela na ulici Wólczańské 17 v Lodži.

## Příběh
V Šuflandii (neznámá země která se nachází v podzemí Institutu výzkumu čtvrthor) panuje nadšiškovník Velký Jedlík. Velký Jedlík spolu se svým aparátem ovládá obyvatele Šuflandie. Především dbá o to, aby náhodou neobjevili tajemství kingsajzu - elixíru, který umožňuje trpaslíkům získat lidský rozměr a žít mezi lidmi, kde je svoboda, ženy a další vymoženosti.
Chemik Adaš (utečenec v lidském světě) nezávisle odhalí složení kingsajzu. Znát vzorec by umožnilo ostatním uprchlíkům zůstat v Kingsajzu, aniž by museli pít Polo Coctu, která prodlužuje účinky elixíru. Mezitím agenti Velkého Jedlíka sledují Adaše. Mají alchymistu unést nazpět. Na pomoc mu přichází přítel Olo a módní návrhářka Ala (dcera trpaslíka). Po mnoha dobrodružstvích se Olo a Adaš vracejí do kingsajzu a Alin otec (dříve králík) se vrací do své lidské podoby.

## Politická satira
Podle některých recenzí je děj filmu částečně metaforou polské společnosti, kterou cenzura neodhalila. Ve filmu najdeme papaláše (Velký Jedlík), tajnou policii (Zyl a Vaš), vězení pro politické vězně, špicly, emigranty (Polocoktovce), veksláky, přídělový systém na maso (talony na maso z mouchy), bytový problém i ideologickou doktrínu. Šuflandie je totalitní stát, který stagnuje, ale drží své obyvatele v nesvobodě, z obavy, že by obyvatelé zvolili svobodu a odešli z něj.

## Obsazení
- Jacek Chmielnik jako Olo (Olgierd Jedlina)
- Jerzy Stuhr jako nadšiškovník Velký Jedlík
- Katarzyna Figura jako Ala
- Grzegorz Heromiński jako Adaš Haps
- Joachim Lamża jako Zyl
- Zbigniew Bielski jako směnárník v Šuflandii
- Leon Charewicz jako Gil
- Bronisław Wrocławski jako Pycio
- Jerzy Czupryniak jako člen shromáždění trpaslíků (není uveden v titulcích)
- Tadeusz Dałek jako člen shromáždění trpaslíků (není uveden v titulcích)
- Janusz Dziubiński (není uveden v titulcích)
- Małgorzata Foremniak jako dívka na módní přehlídce (není uveden v titulcích)
- Elżbieta Jasińska jako vedoucí prodejny
- Stanisław Jaskułka jako dlužník
- Józef Jaworski jako televizní reportér
- Ryszard Kotys jako Nosáč, vězeň
- Maciej Kozłowski jako Vaš
- Sławomir Kryński jako muž s fezem
- Jan Paweł Kruk jako Muchomor, vězeň
- Zdzisław Kuźniar jako muž v beranici
- Juliusz Lubicz-Lisowski jako diktující trpaslík „Šuflandie, má vlasti...”
- Olgierd Łukaszewicz jako Paragraf
- Halina Machulska jako matka Evy
- Jan Machulski jako Kwintek
- Juliusz Machulski jako cestující v jídelním voze (není uvedeno v titulcích)
- Liza Machulska jako Eva, modelka
- Jan Mayzel jako portýr ve „Victorii” (není uveden v titulcích)
- Ryszard Mróz jako lékař záchranky
- Włodzimierz Musiał jako barman v Šuflandii
- Rafał Olejnik jako záchranář
- Wiktoria Padlewska jako dcera trhovkyně
- Leonard Pietraszak jako Kramerka
- Zofia Plewińska jako prodavačka
- Witold Pyrkosz jako Bombalina
- Mariusz Saniternik jako Małolat, vězeň
- Wojciech Skibiński jako řečník hovořící jménem sekce křemenáčů
- Janusz Sosnowski jako cestující, který si prohlíží album ve vlakovém kupé (není uveden v titulcích)
- Andrzej Sołtysik jako voják ve vlakovém kupé (není uveden v titulcích)
- Zbigniew Szczapiński jako Duchownik
- Beata Tyszkiewicz jako trhovkyně
- Marek Walczewski jako otec Aly
- Wiesław Wieremiejczyk jako opravář
- Mariusz Wilczyński jako kat (není uveden v titulcích)

## Filmový plán
- Jako redakce časopisu „Luční koník” posloužil rektorát Łódžské polytechniky[2]
- Šuflandie – ve venkovních i vnitřních prostorách – posloužila (ve scénách, kde jsou postavy lidské velikosti)

neobydlená a zanedbaná vila v ulici Wólczańské 17 v Łodži.